# Hermann Paus Maschinenfabrik

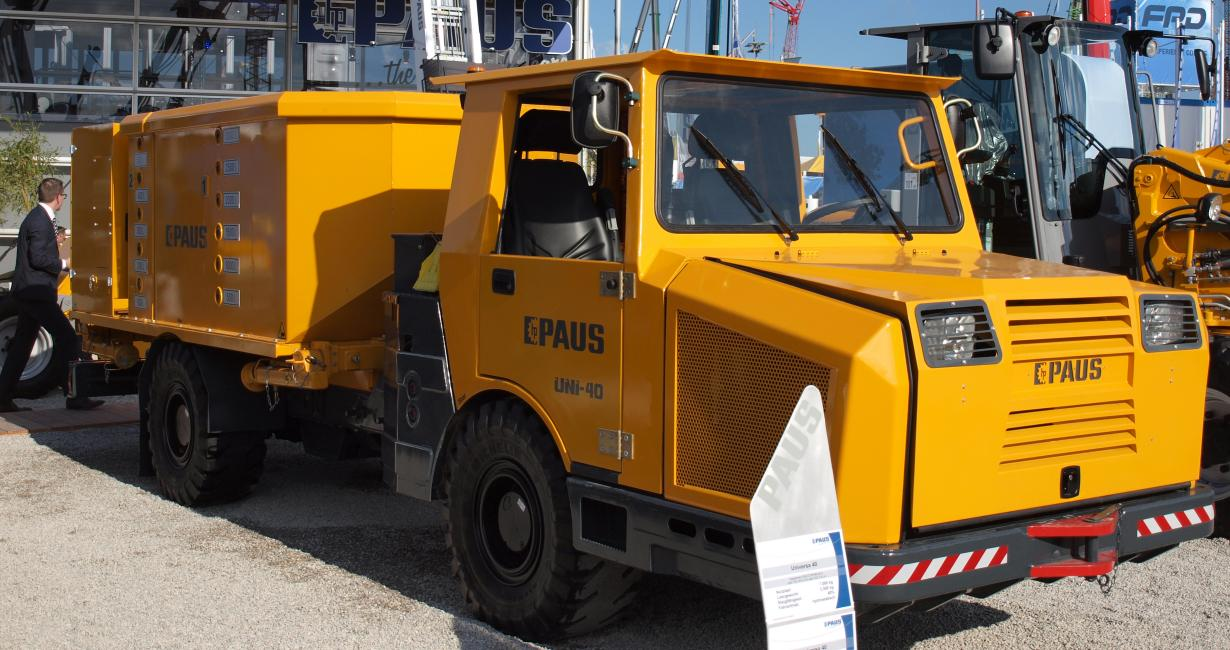
Paus Bergbau-Fahrzeug Universa 40

Die Hermann Paus Maschinenfabrik GmbH mit Sitz in Emsbüren (Deutschland) produziert Fahrzeuge für den Berg- und Tunnelbau sowie Fahrzeuge aus dem Bereich Aufzugstechnik und Baumaschinen. Die Maschinen werden weltweit exportiert und eingesetzt.

## Geschichte
Seit 1968 ist das Unternehmen im internationalen Maschinenbau tätig. Gegründet wurde das Unternehmen von Hermann (1932–2021) und Agnes Paus, die das Produktprogramm stetig erweiterten. Zu Beginn stand die Fertigung von Baumaschinen im Vordergrund. Später kamen als weitere Erzeugnisse Berg- und Tunnelbaufahrzeuge sowie Schrägaufzüge, Hubarbeitsbühnen und Kräne hinzu. 2001 wurde eine Repräsentanz in Moskau gegründet.
Im Jahr 2002 übernahmen die Söhne des Gründerehepaars, Franz-Josef Paus und Wolfgang Paus, die Geschäftsführung des Unternehmens, die jüngere Schwester Lisa Paus wurde Politikerin. 2003 folgte eine Vertriebsgesellschaft in Santiago de Chile. Vom Emsland aus gehen die Maschinen in alle Welt, der Vertrieb wird dabei über ein weltweites Händlernetz gewährleistet. Der Exportanteil des Unternehmens liegt bei etwa 70 Prozent.

## Produkte
Zu Beginn lag der Fokus auf der Produktion von Baumaschinen wie Radladern und Dumpern, mittlerweile stellt das Unternehmen folgende Produkte her:
- Bergbau- und Tunnelbaufahrzeuge: Vielzweckfahrzeuge, Fahrlader, Muldenkipper, Scaler
- Lifttechnik: Schrägaufzüge, Hubarbeitsbühnen, Anhängerkrane
- Baumaschinen: knickgelenkte Schwenklader, Teleskoplader, Teleskopschwenklader, Dumper, Senkmuldenkipper